# سوره (خرمشهر)
سوره، روستایی است از توابع بخش مرکزی شهرستان خرمشهر در استان خوزستان ایران.

## جمعیت
این روستا در دهستان حومه غربی  قرار داشته و براساس آخرین سرشماری مرکز آمار ایران که در سال ۱۳۸۵ صورت گرفته، جمعیت آن  ۳۲۵۵نفر (۶۷۴خانوار) بوده‌است.